# غرافيصوريات
الغرافيصوريات (الاسم العلمي: Gravisauria) عبارة عن فرع حيوي من ديناصور الصوروبودا تتكون من بعض الأجناس، تحت مجموعتي الفولكانودونيات وعظائيات الأرجل الحقيقية.